# 海丘爾河

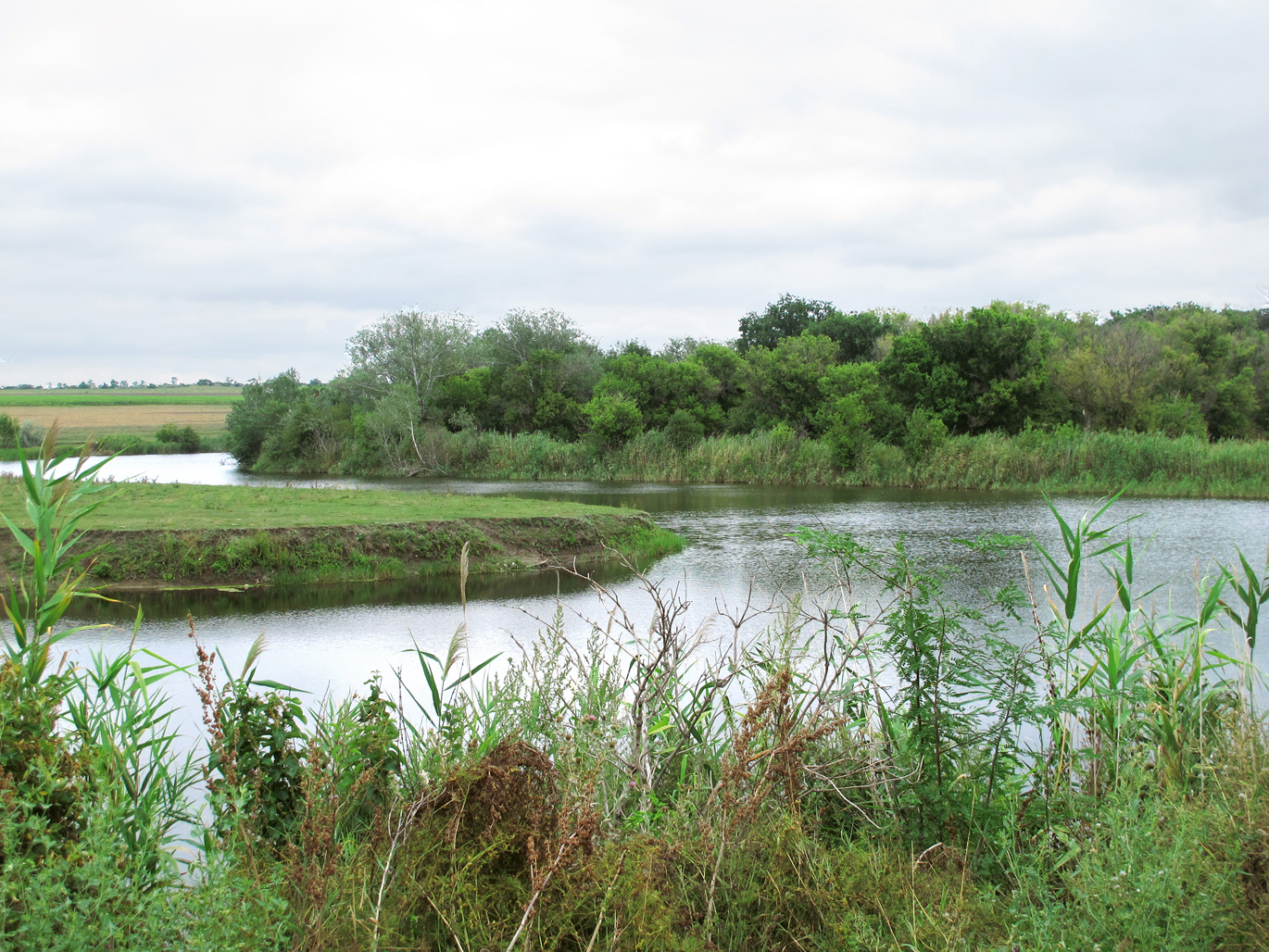

海丘爾河（烏克蘭語：Гайчул），是烏克蘭的河流，流經第聶伯羅彼得羅夫斯克州，屬於沃夫恰河的左支流，河道全長130公里，流域面積2,140平方公里，支流有卡姆扬卡河和揚丘爾河。